# Henri Cazalis

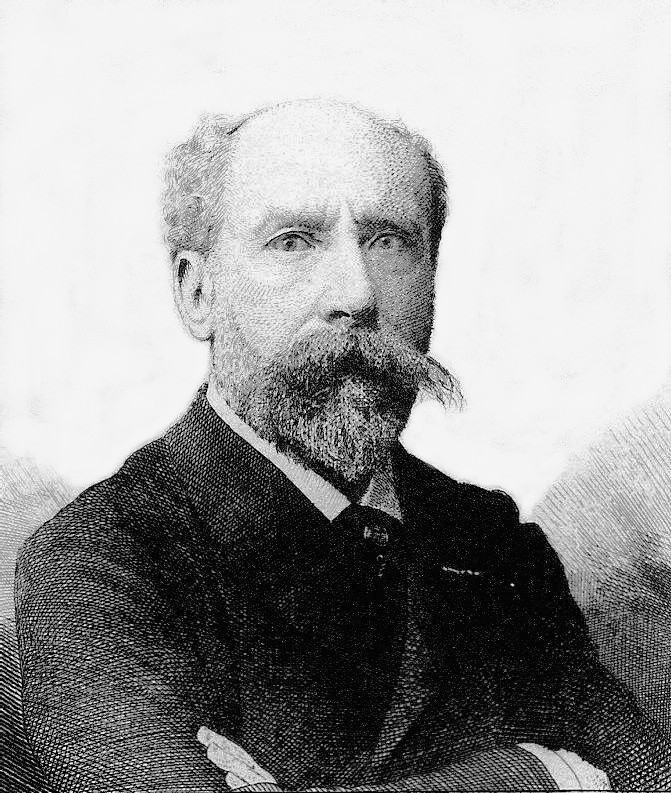
Henri Cazalis

Henri Cazalis (* 9. März 1840 in Cormeilles-en-Parisis (Département Val-d’Oise); † 1. Juli 1909 in Genf) war ein französischer Schriftsteller, Mediziner und Orientalist.
Cazalis war befreundet mit Stéphane Mallarmé, der ihn nachdrücklich für Lyrik begeistern konnte und über den er auch Zugang zu den Parnassiens bekam. Als Schriftsteller benutzte Cazalis sehr häufig die Pseudonyme Jean Caselli bzw. Jean Lahor. Vielseitig interessiert, befreundete sich Cazalis mit dem Maler Paul Sérusier, der 1888/89 die Künstlergruppe Nabis gründete. Laut Sérusier fungierte Cazalis dabei als Namensgeber („Nabis“, hebräisch für „Prophet“).
Über Charles Leconte de Lisle und andere kam Cazalis mit dem Buddhismus in Berührung. Doch Cazalis ließ sich davon tiefer inspirieren und extrahierte daraus – nach einer zeitgenössischen Literaturkritik – „seinen gedämpften Nihilismus und sein stoisches Ethos“.

## Werke (Auswahl)
- Le cantique des cantiques. 1885
- Histoire de la littérature hindoue. 1888
- L’illusion. 1875
- Le livre du néant. 1872
- Melancholia. 1869
- Vita tristis. 1865